# Anita Garvin
Pour les articles homonymes, voir Garvin.
Anita Garvin (1907–1994) est une actrice américaine connue pour ses apparitions dans les films de Laurel et Hardy et auprès de Charley Chase.

## Biographie
Anita Garvin naît sur la Côte Est des États-Unis et déménage enfant en Californie.
Elle débute au cinéma en 1924 à l'âge de 17 ans et très vite rencontre Stan Laurel aux côtés duquel elle tourne ainsi que dans les films que ce dernier réalise. Lorsque le duo Laurel et Hardy est constitué, elle leur donne la réplique à de nombreuses reprises. Elle y joue les femmes de la haute société ou les épouses acariâtres.
Parallèlement, elle tourne souvent avec Charley Chase ou James Finlayson. En 1928 elle est l'une des protagonistes d'un duo comique féminin avec Marion Byron que les Studios Hal Roach tentent d'imposer sur le modèle de Laurel et Hardy.
En 1930, elle épouse le chef d'orchestre Clifford « Red » Stanley et tourne de moins en moins pour se consacrer à sa vie de famille.
Anita Garvin décède en 1994 à l'âge de 87 ans.

## Filmographie
Source principale de la filmographie :
- 1924 : Bright Lights de Walter Graham (CM) :
- 1924 : The Last Man on Earth de John G. Blystone : A Millionairess (non créditée)
- 1925 : In the Grease de J.A. Howe (CM) : Physical Culture teacher
- 1925 : The Sleuth de Joe Rock et Harry Sweet (en) (CM) : The other woman
- 1925 : Book Bozo de Stan Laurel (CM) :
- 1925 : Sweet and Pretty de Jess Robbins (CM) :
- 1925 : A Taxi War de Noel M. Smith (CM) :
- 1925 : Fair But Foolish de William Watson (CM) :
- 1925 : My Swedie de William Beaudine (CM) :
- 1926 : For Sadie's Sake de Harold Beaudine (CM) :
- 1926 : Going Crazy (CM) de Charles Lamont : Mean Nurse (as Nita Garvin)
- 1926 : Creeps de Norman Taurog (CM) : Scheming Cousin
- 1926 : Nothing Matters de Norman Taurog (CM) : Hortense
- 1926 : Move Along de Norman Taurog (CM) : Rich girl with roses
- 1926 : Kiss Papa de Stephen Roberts (CM) : Wife Substitute (as Nita Garvin)
- 1926 : Should Husbands Pay? de F. Richard Jones et Stan Laurel (CM) : His wife
- 1926 : The Humdinger de Norman Taurog (CM) : The Vamp
- 1926 : Raggedy Rose de Richard Wallace (CM) : Janice
- 1926 : Close Shaves de Charles Lamont (CM) :
- 1926 : Bertha, the Sewing Machine Girl de Irving Cummings : Flo Mason
- 1927 : The Motor Boat Demon de Jess Robbins (CM) : Colleen Ginsberg
- 1927 : Many Scrappy Returns de James Parrott (CM) :
- 1927 : Two-Time Mama de Fred Guiol (CM) : Mrs. Dazzle
- 1927 : Upstream de John Ford : Theatre Audience Spectator (non créditée)
- 1927 : Wedding Yells de Charles Lamont (CM) :
- 1927 : The Valley of Hell de Clifford Smith
- 1927 : Forgotten Sweeties de James Parrott (CM) :
- 1927 : Baby Brother (en) de Robert A. McGowan et Charles Oelze (CM) : Amorous nursemaid
- 1927 : Il était un petit navire (Why Girls Love Sailors) de Fred Guiol (CM) : l'épouse du captaine
- 1927 : Les Gaietés de l’infanterie (With Love and Hisses) de Fred Guiol (CM) : la première petite amie du captaine Bustle
- 1927 : Live News de Charles Lamont (CM) :
- 1927 : À bord du Miramar (Sailors Beware!) de Fred Guiol (CM) : Madame Ritz
- 1927 : The Lighter That Failed de James Parrott (CM) :
- 1927 : The Old Wallop de Robert F. McGowan (CM) : Mother
- 1927 : Plus de chapeau (Hats Off) de Hal Yates (CM) : Customer at top of stairs
- 1927 : Brunettes Prefer Gentlemen de Charles Lamont (CM) :
- 1927 : Assistant Wives de James Parrott (CM) : Gwendolyn, the Waitress
- 1927 : Never the Dames Shall Meet de James Parrott (CM) :
- 1927 : La Bataille du siècle (The Battle of The Century) de Clyde Bruckman (CM) : Slips on pie
- 1928 : Always a Gentleman de Norman Taurog (CM) :
- 1928 : À la soupe (From Soup to Nuts) de Edgar Kennedy (CM) : Mrs. Culpepper
- 1928 : Old Wives Who Knew de Billy West (CM) :
- 1928 : The Play Girl d'Arthur Rosson : Millie
- 1928 : Fandango de Lupino Lane (CM) : Seniorita
- 1928 : La Minute de vérité (Their Purple Moment) de James Parrott (CM) : la petite amie d'Oliver
- 1928 : Roaming Romeo de Lupino Lane (CM) : The Princess
- 1928 : Imagine My Embarrassment de Hal Yates et Leo McCarey (CM) :
- 1928 : Night Watch de Alexander Korda : Ann
- 1928 : That Night de Arch Heath et Leo McCarey (CM) :
- 1928 : Feed 'em and Weep de Fred Guiol (CM) : Anita
- 1929 : Going Ga-ga de James W. Horne, Gilbert Pratt et Leo McCarey (CM) : Anita
- 1929 : A Pair of Tights de Hal Yates (CM) : Anita
- 1929 : Off to Buffalo de James W. Horne (CM) :
- 1929 : L'Affaire Manderson (Trent's Last Case) de Howard Hawks : Ottilie Dunois
- 1929 : The Charlatan de George Melford : Mrs. Paynter
- 1929 : Movie Night de Lewis R. Foster (CM) :
- 1929 : On with the Show! de Alan Crosland : Chorine (non créditée)
- 1929 : All Steamed Up de Norman Taurog (CM) :
- 1929 : Modern Love de Arch Heath : Mrs. Weston - the Brunette
- 1929 : Le Droit d'aimer (The Single Standard) de John S. Robertson : Packy's Jealous Girlfriend at Art Exhibition (non créditée)
- 1929 : Jeunes filles modernes (Our Modern Maidens) de Jack Conway : Bridesmaid (non créditée)
- 1929 : Crazy Feet de Warren Doane (de) (CM) :
- 1929 : Hunting the Hunter de Stephen Roberts (CM) :
- 1929 : Stepping Out de Warren Doane (de) (CM) :
- 1929 : Rythmes rouges (Red Hot Rhythm) de Leo McCarey : Mable
- 1929 : Dynamite de Cecil B. DeMille : figuration (non créditée)
- 1929 : Sally de John Francis Dillon : Party Guest (non créditée)
- 1930 : Quelle bringue ! (Blotto) de James Parrott (CM) : Mrs. Laurel
- 1930 : The Big Jewel Case de Stephen Roberts (CM) :
- 1930 : Whispering Whoopee (en) de James W. Horne (CM) : Miss Garvin
- 1930 : Trouble for Two de Stephen Roberts (CM) :
- 1930 : Night Work de Russell Mack : figuration (non créditée)
- 1931 : Drôles de bottes (Be Big!) (CM) : Mrs. Laurel (non créditée)
- 1932 : Show Business de Jules White (CM) : Anita Garvin
- 1932 : Yoo-Hoo de James W. Horne (CM) :
- 1932 : The Millionaire Cat de Mark Sandrich (CM) :
- 1933 : Asleep in the Feet de Gus Meins (CM) : Dance Hall Hostess
- 1933 : His Silent Racket (CM) : Mrs. Finlayson
- 1934 : Elmer Steps Out de Jules White (CM) :
- 1934 : Merry Wives of Reno (en) de H. Bruce Humberstone (non créditée)
- 1936 : While the Cat's Away de Lloyd French (CM) :
- 1936 : Sleepless Hollow de Robert Hall et William Watson (CM) :
- 1938 : Les montagnards sont là (Swiss Miss) de John G. Blystone : Tradesman's Wife (non créditée)
- 1939 : Home Boner de Harry D'Arcy (CM) :
- 1939 : Now It Can Be Sold de Del Lord (CM) :
- 1939 : Truth Aches de Charles E. Roberts (CM) : Mrs. Errol
- 1940 : Les As d'Oxford (A Chump at Oxford) de Alfred J. Goulding : Mrs. Vandevere (non créditée)
- 1940 : Bested by a Beard de Charles E. Roberts (CM) : Mrs. Vivian Errol
- 1940 : Sunk by the Census de Harry D'Arcy (CM) :
- 1940 : He Asked for It de Harry D'Arcy (CM) :
- 1940 : Cookoo Cavaliers de Jules White (CM) : Weakfish Customer (non créditée)